# Tektonik
Tektonik (nach griechisch τεκτονικός tektonikós „die Baukunst betreffend“) bezeichnet in der Geologie die Lehre vom Aufbau der Erdkruste und von den in ihr stattfindenden klein- und großräumigen Bewegungen. Auch Strukturen und Bewegungen im oberen Teil des Erdmantels (Lithosphäre) sind Betrachtungsfeld der Tektonik. Als Geotektonik werden die eher globalen Aspekte und die Theorien der Erdentwicklung bezeichnet.
Andererseits bezeichnet Tektonik den Aufbau der Erdkruste und die geodynamischen Bewegungen selbst, insbesondere die bereits seit Milliarden von Jahren stattfindende Verschiebung der Kontinentalplatten und ihre Auswirkungen (Plattentektonik).

## Typen der tektonischen Prozesse
Aus den im Gelände beobachteten Störungen und Faltung von Gesteinspaketen sowie den Merkmalen der betroffenen Gesteine, wie Klüftung, Schieferung und Metamorphosegrad, schließt der Geologe auf Richtung, Stärke, Dauer und Zeitpunkt dieser Bewegungen.
Nach den vorherrschenden geologischen Strukturen lassen sich unterscheiden:

Abschiebung

- Störungs- oder Bruchtektonik: Nahe der Erdoberfläche führen seitlicher Druck, aber auch Druckentlastung, zum Zerbrechen der Gesteinsschichten und zu Verschiebungen der Gesteinspakete gegeneinander, entlang von teilweise offenen Fugen, Klüften, Spalten und Verwerfungen. Hierbei kommt es in der Regel nicht zu durchgreifender Faltung der Gesteine. Beispiele sind die Bildung von tektonischen Gräben und Horsten. Auch an der Einsenkung von Sedimentbecken und der seitlichen Verschiebung von Bereichen der Erdkruste gegeneinander ist Bruchtektonik oft beteiligt. Plötzlicher Spannungsabbau an den beteiligten Störungszonen erzeugt dabei ein Erdbeben.

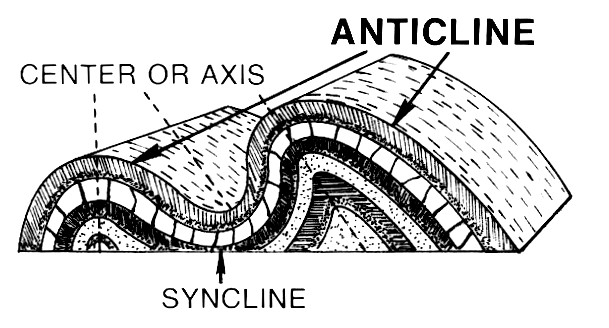
Faltentektonik

- Faltentektonik: Der genaue Zeitpunkt des Beginns der Faltung hängt von der Beschaffenheit der betroffenen Gesteine ab. Unter bestimmten Bedingungen treten Falten schon in geringer Tiefe unter der Erdoberfläche auf. In den meisten Fällen beginnen sich die Gesteine jedoch in größerer Tiefe, also bei höheren Drücken und Temperaturen, plastisch zu verformen (Duktilität) und werden gefaltet. Die Bildung von offenen Spalten ist nun nicht mehr möglich, und die Bewegung der Gesteinspakete gegeneinander findet nicht mehr nur an Störungen, sondern vor allem durch innere Verformung und Bewegung an regionalen Scherzonen statt. Die Gesteine unterliegen dabei einer Umwandlung, die metamorphe Gesteine erzeugt. Diese Umwandlung kann alle Gesteine einer Region betreffen (Regionalmetamorphose).
- Überschiebungstektonik: Bei geeigneten Bedingungen können gefaltete wie ungefaltete Gesteine einander als tektonische Decken überschieben. Dabei können Gesteinspakete von großem Ausmaß über weite Entfernungen transportiert werden. Der Bau dieser Überschiebungskörper kann im Einzelnen sehr verwickelt sein.